# Kommod-Haus

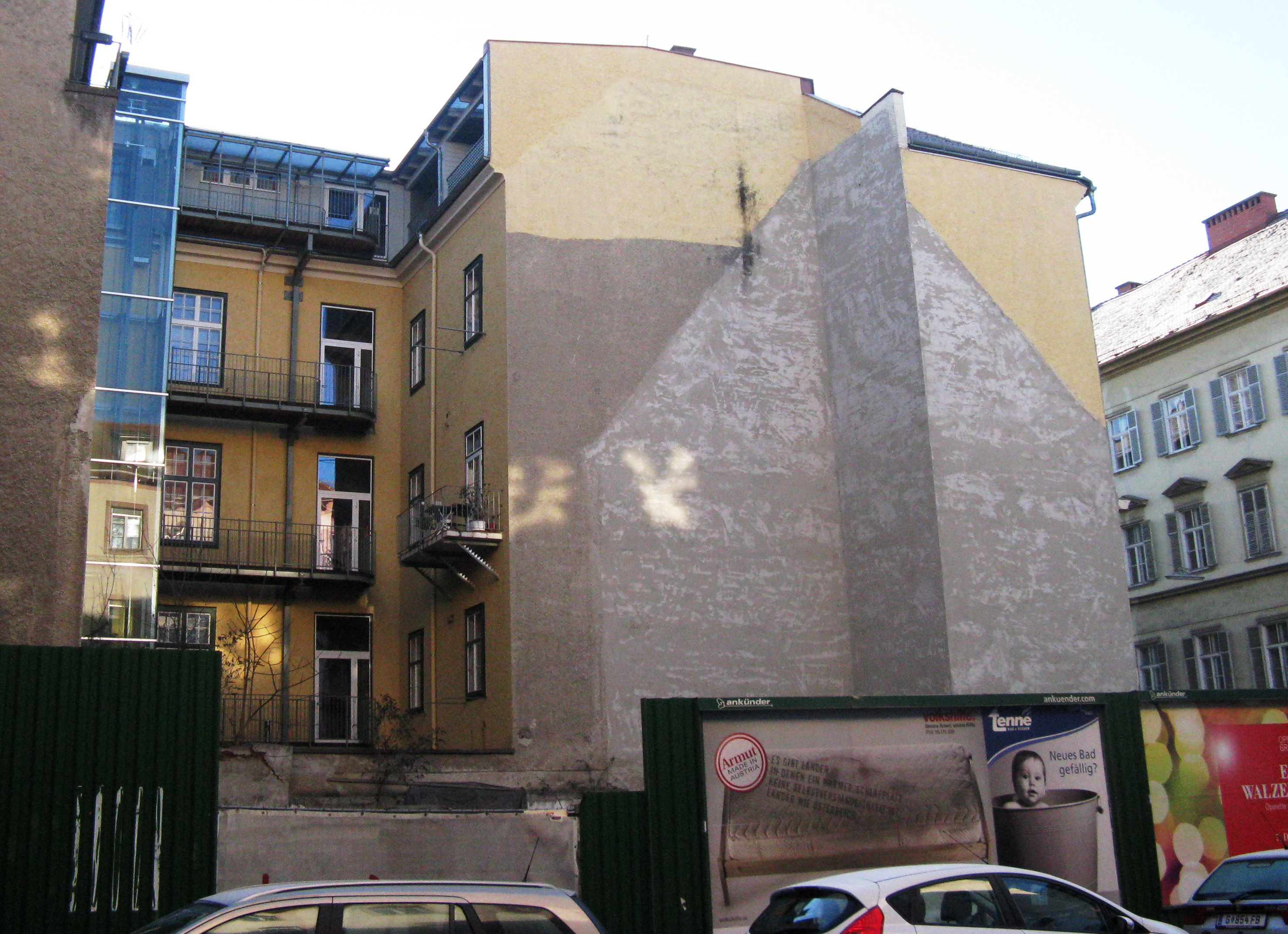
Abrissstelle des Kommodhauses, von der Einspinnergasse aus gesehen (2011).

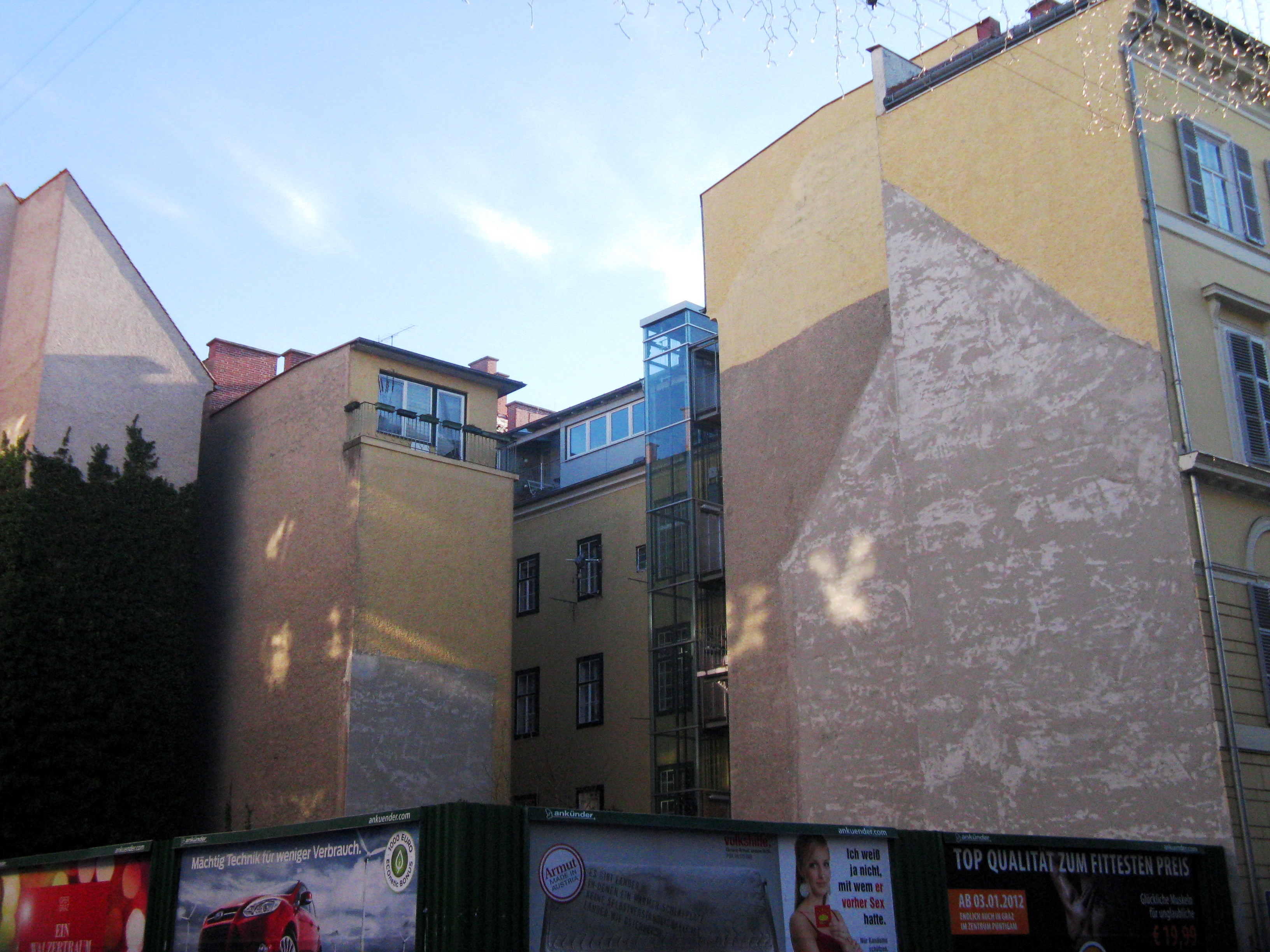
Abrissstelle des Kommodhauses, von der Burggasse aus gesehen (2011).

Das Kommod-Haus, auch Kommodhaus, war ein Gebäude an der Ecke Einspinnergasse/Burggasse im ersten Grazer Stadtbezirk Innere Stadt, das trotz bestehendem Denkmalschutz abgerissen wurde. Besondere Bedeutung und öffentliche Relevanz erhielt es durch eine heftig geführte Kontroverse innerhalb der Grazer Stadtregierung und Bürgerproteste.

## Historie
Um 1590 stand an der Stelle des Kommod-Hauses eine Wagenremise, die Teil der Hofstallungen war. In ihnen stellte Erzherzog Karl II. seine Lipizzaner unter. Die Stallungen verloren nach dem Umzug des Hofes nach Wien im Jahre 1619 ihre Bedeutung. Im 18. Jahrhundert beherbergten die Ställe Theatergruppen.
Das Gebäude selbst wurde 1785 erbaut. Es erhielt 1813 von Jakob Koll seine bis 2003 bestehende Form. 1839 erfolgte eine Erweiterung durch den Baumeister Georg Hauberrisser, von dem das Haus seine denkmalgeschützte Fassade bekam. Im Zweiten Weltkrieg wurde das Bauwerk beschädigt und 1955 wiederhergestellt.
Im Laufe seiner Geschichte nutzten einige Gaststätten das Haus in der Burggasse: ab 1855 die Gastwirtschaft Fischer, ab 1902 das Gasthaus „Zum alten Stadttheater“, ab 1930 das „Biersanatorium“, ab 1970 „Victorian Steakhouse“ und „Downstairs“ und schließlich, bis vor dem Abbruch, das namengebende Café „Kommod“ und das im Keller gelegene „Triangel“. In den Jahren zuvor verfiel das Gebäude zusehends, als Anfang Oktober 2003, im Kulturhauptstadtjahr, der Abbruch erfolgte, den zahlreiche politische Kontroversen begleiteten, die bis in die Gegenwart nachwirken.
Wegen des hohen Kostenaufwandes der Sanierung durch die akute Einsturzgefahr des Dachstuhls beschloss der Grazer Stadtssenat mehrheitlich den Abriss, einzig die Grünen und die KPÖ stimmten dagegen. Es folgte ein bis in die Gegenwart andauernder Rechtsstreit. Bürgerproteste begleiteten die Abrissarbeiten des zwischenzeitlich besetzten Hauses. 

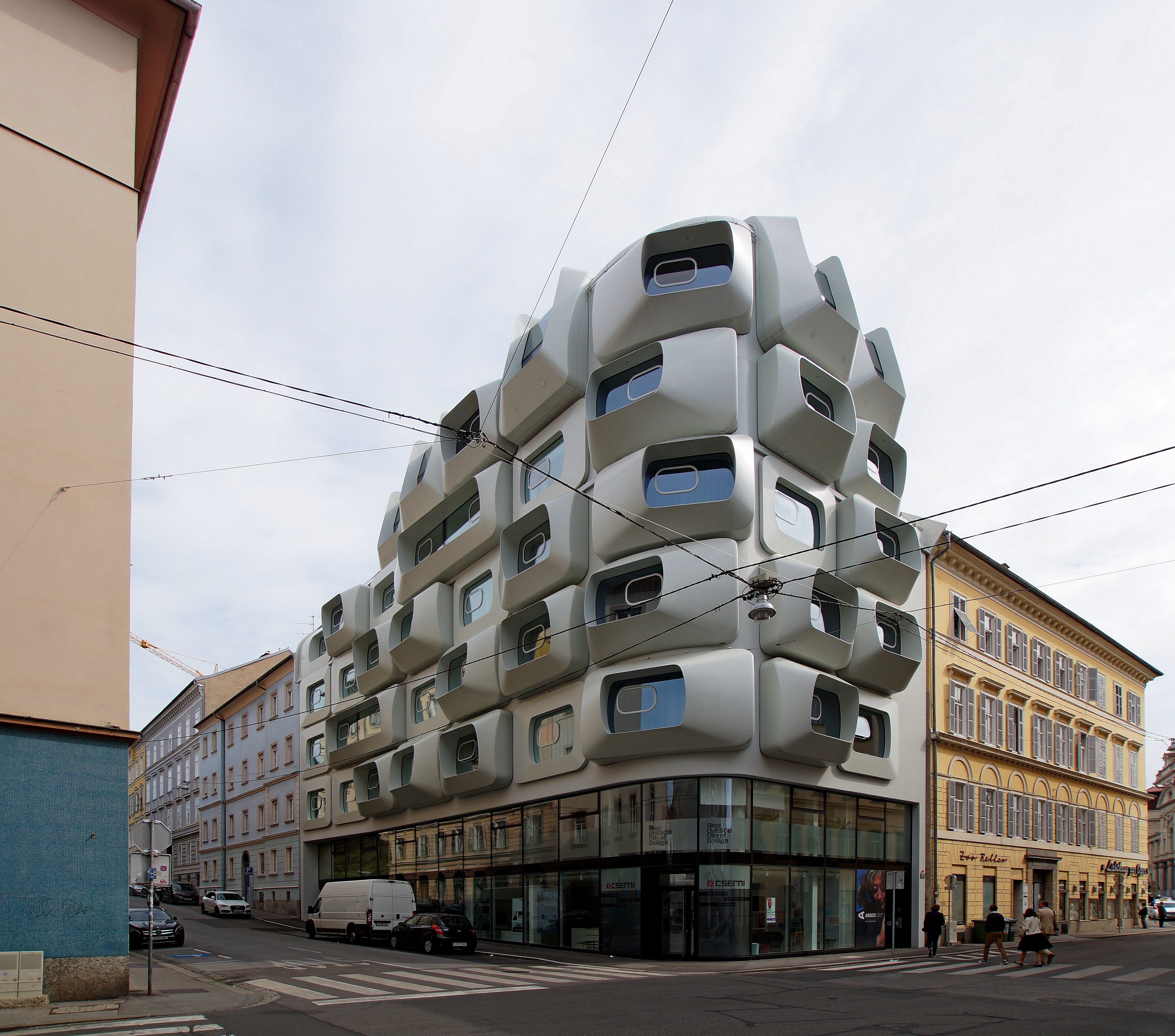
Der Nachfolgebau von Zaha Hadid

Ein Projekt, das die Lücke ausfüllte, wurde ab 2015 realisiert. Das Grundstück ist Eigentum der Firma Wegraz, die Pläne dafür stammten von der Architektin Zaha Hadid. Die offizielle Eröffnung fand im Februar 2020 statt.